# ОрбиКрафт-Зоркий
ОрбиКрафт-Зоркий — современный сверхкомпактный спутник дистанционного зондирования Земли компании «Спутникс», запущенный 22 марта 2021 года с космодрома Байконур на ракете-носителе «Союз-2.1а» в рамках программы «Дежурный по планете». Совместно с «ОрбиКрафт — Зоркий» в рамках программы Space-π были запущены четыре других спутника — два российских CubeSX-HSE и CubeSX-Sirius-HSE, разработанные для мониторинга экологического состояния Земли, и два спутника зарубежных заказчиков.
Размер — 10x20x30 см, масса — 8,5 кг.

## Разработка
Спутник был разработан при поддержке Фонда содействия инновациям в рамках программы «Дежурный по планете». Космический аппарат представляет собой современный сверхкомпактный спутник дистанционного зондирования Земли, выполненный в формате Кубсат SXC6 — «ОрбиКрафт-Про 6U». Это новая разработка компании «Спутникс», которая является грядущим поколением формата малых искусственных спутников (кубсат).
Космический аппарат имеет размер — 10x20x30 см, а массу — 8,5 кг. Управление осуществляется из центра управления полётами «Спутникс» в Сколково.
Он оснащён экспериментальной камерой дистанционного зондирования Земли, с разрешением высокой точности — до 6,6 метров на пиксель с высоты 550 км, разработанной компанией АО «НПО „Лептон“», которую основали выпускники МИЭТ и звёздным датчиком АЗДК-1 разработанным компанией «Азмерит». АЗДК-1 используется для определения пространственной ориентации космического аппарата через наблюдение звёзд в видимом спектральном диапазоне.
Спутник использовался в учебном проекте Летней Космической Школы-2021 R4UAB. Под руководством Дмитрия Пашкова слушатели школы осуществляли приём телеметрических данных, переданных этим КА в дециметровом диапазоне.

## Радиоканал
| № П/П | ЧАСТОТА       | МОДУЛЯЦИЯ                                            |
| ----- | ------------- | ---------------------------------------------------- |
| 1     | 437.850 MHz   | GMSK 2k4 USP FEC, GMSK 4k8 USP FEC, GMSK 9k6 USP FEC |
| 2     | 437.950 MHz   | GMSK 2k4 USP FEC, GMSK 4k8 USP FEC, GMSK 9k6 USP FEC |
| 3     | 10465.000 MHz | QPSK DVB-S2                                          |